# Marathon van Enschede 2016
De marathon van Enschede 2016 werd gelopen op zondag 17 april 2016 in Enschede. Het was de 48e editie van deze marathon.
De snelste drie lopers waren vrouwen. Winnares was Sarah Jebet uit Kenia in 2:27.59. Ze was hiermee de eerste vrouwelijke winnares ooit van deze marathon.
Een vrouwelijke winnaar als eindklassering van een marathon is bijzonder in de atletiekwereld. De beste man was David Stevens uit België in 2:31.33.
Naast de hele marathon kende dit evenement ook een hardloopwedstrijd over de halve marathon en twee trimlopen (10 km en 5 km) en diverse kinderlopen.

## Uitslagen marathon

### Mannen
| rang   | naam               | land | tijd    |
| ------ | ------------------ | ---- | ------- |
| Goud   | David Stevens      | BEL  | 2:31.33 |
| Zilver | Christian de Lie   | NED  | 2:33.47 |
| Brons  | Erik Sanders       | NED  | 2:35.21 |
| 4      | Hannes Mertens     | BEL  | 2:37.21 |
| 5      | Geert Tuinstra     | SWE  | 2:39.01 |
| 6      | Merlijn Wijn       | NED  | 2:39.50 |
| 6      | Maik Voppen        | NED  | 2:39.50 |
| 7      | Edwin Veenstra     | NED  | 2:42.07 |
| 8      | Roelof Oostra      | NED  | 2:42.05 |
| 9      | Lucas Moray        | BEL  | 2:42.43 |
| 10     | Panagiota Vlachaki | GRE  | 2:42.59 |

### Vrouwen
| rang   | naam               | land | tijd    |
| ------ | ------------------ | ---- | ------- |
| Goud   | Sarah Jebet        | KEN  | 2:27.59 |
| Zilver | Priscah Jepleting  | KEN  | 2:29.06 |
| Brons  | Rose Jepchumba     | KEN  | 2:29.09 |
| 4      | Eunice Jeptoo      | KEN  | 2:32.35 |
| 5      | Diana-Lebo Phalula | RSA  | 2:33.48 |
| 6      | Ruth Wanjiru       | KEN  | 2:33.54 |
| 7      | Panagiota Vlachaki | GRE  | 2:42.59 |
| 8      | Ilse Pol           | NED  | 2:51.56 |
| 9      | Hellen de Vries    | NED  | 3:01.35 |
| 10     | Mara Lückert       | NED  | 3:10.08 |

## Halve marathon

### Mannen
| rang   | naam           | land | tijd    |
| ------ | -------------- | ---- | ------- |
| Goud   | Willem de Boer | NED  | 1:12.54 |
| Zilver | Léon Sanderman | NED  | 1:13.06 |
| Brons  | Mark Muller    | NED  | 1:13.31 |

### Vrouwen
| rang   | naam             | land | tijd    |
| ------ | ---------------- | ---- | ------- |
| Goud   | Mireille Baart   | NED  | 1:21.55 |
| Zilver | Ingrid Prigge    | NED  | 1:23.39 |
| Brons  | Lisanne Meuleman | NED  | 1:25.14 |

## 10 km

### Mannen
| rang   | naam            | land | tijd  |
| ------ | --------------- | ---- | ----- |
| Goud   | Rene Stokvis    | NED  | 33.16 |
| Zilver | Wouter Doesburg | NED  | 33.33 |
| Brons  | Harmen Hoek     | NED  | 34.42 |

### Vrouwen
| rang   | naam            | land | tijd  |
| ------ | --------------- | ---- | ----- |
| Goud   | Ellis Beseler   | NED  | 36.43 |
| Zilver | Reina Visser    | NED  | 38.18 |
| Brons  | Monique Nijkamp | NED  | 39.47 |

1947 ·
1949 ·
1951 ·
1953 ·
1955 ·
1957 ·
1959 ·
1961 ·
1963 ·
1965 ·
1967 ·
1969 ·
1971 ·
1973 ·
1975 ·
1977 ·
1979 ·
1981 ·
1983 ·
1985 ·
1987 ·
1989 ·
1991 ·
1992 ·
1993 ·
1994 ·
1995 ·
1996 ·
1997 ·
1998 ·
1999 ·
2000 ·
2001 ·
2002 ·
2003 ·
2004 ·
2005 ·
2006 ·
2007 ·
2008 ·
2009 ·
2010 ·
2011 ·
2012 ·
2013 ·
2014 ·
2015 ·
2016 ·
2017 ·
2018 ·
2019 ·
2020 · 2021 ·
2022 ·
2023 ·
2024 ·
2025